# Nura : Le Seigneur des Yokaï
Nura : Le Seigneur des Yōkaï (ぬらりひょんの孫, Nurarihyon no Mago, litt. Le petit-fils de Nurarihyon) est un shōnen manga, écrit et dessiné par Hiroshi Shiibashi. Il a été prépublié dans le magazine hebdomadaire Weekly Shōnen Jump de l'éditeur Shūeisha entre mars 2008 et juin 2012, tandis que les trois derniers chapitres, d'une soixantaine de pages chacun et tout en couleur, sont parus dans le magazine Jump Next d'été, d'automne et d'hiver 2012. Il a été compilé en un total de vingt-cinq tomes. La version française est publiée par Kana depuis février 2011, date de sortie des deux premiers tomes du manga, et le tome 25 est sorti le 22 janvier 2016. Un chapitre spin-off nommé Nura, le seigneur des Yokai - Gaiden, consacré au personnage de Keikain, est également paru dans Jump LIVE à l’été 2013 ainsi que dans le tome 4 d’Illegal Rare. Quatre nouveaux chapitres sont publiés en 2023 dans le magazine Ultra Jump.
Le manga a été adapté en anime par le studio Deen, avec une première saison de 26 épisodes diffusée entre le 3 juillet 2010 et le 27 décembre 2010 et une deuxième saison nommée Nura : Le Seigneur des Yokaï - La cité des démons (Nurarihyon no Mago : Sennen Makyou) diffusée entre le 3 juillet 2011 et le 25 décembre 2011. En France, l'anime est sortie chez Kazé.

## Synopsis
Rikuo Nura ressemble à n’importe quel garçon de son âge. Il n’est pourtant qu’en partie humain. Il est en effet, par son grand-père, un quart yōkai, ces êtres surnaturels qui viennent parfois se mêler au monde des hommes. Il habite dans une large demeure peuplée d’innombrables esprits et créatures étranges avec sa mère, humaine, et son grand-père yōkai Nurarihyon, le grand maître du clan Nura, le plus puissant clan de yōkai de la région de Tōkyō (Edo). Bien que son grand-père veuille faire de lui son successeur à la tête du clan, sa partie humaine préfère vivre sa vie tranquille de lycéen humain tandis que sa partie yōkai quant à elle veut former son propre cortège des 100 démons sous l’étendard de sa « peur » (Hyakki Yakō) et prendre la tête du clan Nura en tant que 3e héritier. Jusqu’à ce que des circonstances l’amènent à prendre conscience de cette part démoniaque en lui et pour protéger ceux qu'il aime, il se devra de faire face à ses responsabilités de petit-fils de Nurarihyon (en japonais ぬらりひょんの孫, titre original du manga).

## Personnages principaux
Rikuo Nura (奴良 リクオ, Nura Rikuo)
Il est le personnage principal du manga. Il possède un quart du sang yōkai de son grand-père Nurarihyon d’où son nom composé de Nurari (de Nurarihyon) et de kuo (de Kuōtaa (クオーター), quartier en japonais). Dans sa forme humaine, il est un jeune collégien à lunette, âgé de 12 ans et tout ce qui a de plus normal. Dans les moments de danger cependant, son héritage yōkai s’éveille et le transforme en un redoutable yōkai inspirant le respect et l’admiration chez ses alliés et capable d’user de sa « peur » pour rallier à lui de puissants alliés.
Jeune maître du clan Nura, il est destiné à succéder à son grand-père en tant que Troisième Grand Maître. Bien qu’enfant, il appréciait s’amuser avec ses amis yōkai et affirmer vouloir poursuivre l’action de son grand-père, son attitude changea radicalement lorsqu’il se rendit compte des méfaits causés par les yōkai aux humains. Il préféra alors adopter le mode de vie humain et rejeta toute idée de suivre la voie des yōkai. La première partie de l’histoire porte sur l’évolution du rapport qu’entretient Rikuo avec sa part yōkai et ses responsabilités envers le clan, sa famille et ses amis.
Nurarihyon (ぬらりひょん)
Le fondateur du clan Nura et Commandant Suprême des yōkai (Pandémonium). Depuis sa retraite, il aime jouer des tours aux humains (manger sans payer), et même s’il s’inquiète que son petit-fils se comporte comme un humain, il respecte ses choix et reste toujours bienveillant à son égard. Il était autrefois un puissant yōkai qui a fait parler de lui en tuant Hagoromo-Gitsune, démon renard immortel du fait qu'elle ressuscite à chaque ère devenant plus forte que jamais.
Tsurara, la Yuki-Onna (雪女の氷麗, Yuki-Onna no Tsurara)
Jeune et belle yōkai maîtrisant la glace, Tsurara est une des toutes premières membres de la Hyakki Yakō de Rikuo.
Très attachée à son jeune maître, elle le couve lorsqu’il est en forme humaine, s'inquiétant régulièrement de son bien-être, et regarde d’un mauvais œil tous les personnages féminins trop proches de lui à son goût. Ce sont ces sentiments qui la poussent d’ailleurs à être un des yōkai à suivre Rikuo au collège même, sous le nom de Tsurara Oikawa (及川 氷麗, Oikawa Tsurara).
Aotabō (青田坊)
Ce moine bouddhiste défroqué est l’un des yōkai les plus fidèles à Rikuo. Doté d’une stature et d’une force impressionnante mais de caractère irascible, il s’est lui-même nommé le « chef du groupe d’assaut du clan Nura ».
Comme Yuki-Onna, il accompagne Rikuo au collège sous les traits de Kurata (倉田), un jeune délinquant déjà chef d’une bande de plus cents motards, les Hyakki Yakō.
Kana Ienaga (家長 可奈, Ienaga Kana)
Kana est une voisine et amie d’enfance de Rikuo. Véritable grande sœur pour Rikuo jusqu’à la fin de l’école primaire, Kana voit sa relation avec Rikuo se modifier depuis leur entrée au collège et l’évolution de la personnalité de Rikuo. Elle semble éprouver des sentiments confus à son égard, manifestant une certaine jalousie quand elle aperçoit Rikuo et Tsurara ensemble.
Elle paraît également avoir une attirance pour Rikuo-yôkai depuis qu’il l’a secourue après son enlèvement par un yōkai le jour de son 13e anniversaire, pour qu'il l’emmène ensuite à une fête de yōkai dans un restaurant tenu par des bakeneko.
Yura Keikain (花開院 ゆら, Keikain Yura)
Une jeune camarade de classe de Rikuo, originaire de Kyōto. Elle se révèle être une onmyōji de la Maison Keikan dont la spécialité est d’user de shikigami. Élevée dès l’enfance dans la haine des yōkai, elle a pour objectif de tuer le Commandant suprême Nurarihyon pour prouver sa valeur aux yeux de sa famille. Elle est souvent un allié de fortune efficace pour Nura.
Zen
Chef du clan Zen, il est l'ami d'enfance de Rikuo et fut le premier a rejoindre le Hyakki Hyakou de celui-ci. Il fut également le premier a fusionner avec Rikuo pour exécuter un Matoi (technique de possession).

## Manga

### Fiche technique
- Édition japonaise : Shūeisha
  - Nombre de volumes sortis : 25 (terminé)
  - Date de première publication : août 2008
  - Prépublication : Weekly Shōnen Jump, mars 2008 - décembre 2012
- Édition française : Kana
  - Nombre de volumes sortis : 25 (terminé)
  - Date de première publication : février 2011
  - Format : 115 mm x 175 mm
  - 196 pages par volume
- Autres éditions :
  -   Viz Media
  -  Panini Comics

## Anime
Il y a 2 saisons de 26 épisodes chacune. Le 13e et le 26e épisode de chaque saison est un récapitulatif de la saison.

### Fiche technique
- Réalisation : Junji Nishimura (saison 1) - Michio Fukuda (saison 2)
- Character design : Minako Shiba
- Créateur original : Hiroshi Shiibashi
- Studio d'animation : Studio Deen
- Musique : Kazuhiko Sawaguchi - Keiji Iuchi - Kouhei Tanaka
- Nombre d'épisodes :
  - Au Japon : 26 (saison 1) + 26 (saison 2)
- Licencié par :
  -  France : Kazé
  -  États-Unis  Canada : Viz Media
- Durée : 25 minutes
- Date de première diffusion :
  -  Japon : depuis le 3 juillet 2010

### Doublage
| Personnages    | Personnages    | Voix japonaise   |
| -------------- | -------------- | ---------------- |
| Rikuo Nura     | enfant         | Eri Kitamura     |
| Rikuo Nura     | ado et adulte  | Jun Fukuyama     |
| Nurarihyon     | agé            | Chikao Ōtsuka    |
| Nurarihyon     | adulte         | Kōji Yusa        |
| Yuki-Onna      | Tsurara        | Yui Horie        |
| Yuki-Onna      | Setsura        | Yui Horie        |
| Yuki-Onna      | Reira          | Megumi Toyoguchi |
| Aotabō         | Aotabō         | Hiroki Yasumoto  |
| Kana Ienaga    | Kana Ienaga    | Aya Hirano       |
| Yura Keikain   | Yura Keikain   | Ai Maeda         |
| Itaku          | Itaku          | Daisuke Kishio   |
| Awashima       | Awashima       | Ryōka Yuzuki     |
| Otome Yamabuki | Otome Yamabuki | Mamiko Noto      |
| Kyokotsu       | Père           | Kazuya Ichijō    |
| Kyokotsu       | Fille          | Yōko Hisaka      |
| Yōhime         | Yōhime         | Hōko Kuwashima   |

## Produits dérivés

### DVD
L'intégralité de la saison 1 en DVD est prévue par Kazé. Cette version comportera uniquement une version originale sous-titrée en français.

### Publications
- Light novels
Plusieurs light novels basés sur le manga ont vu le jour au Japon, écrit par Hitoshi Ohsaki et illustré par Hiroshi Shiibashi :
  - Le premier,  (ISBN 978-4-08-703215-4), est sorti le 4 décembre 2009[10] ;
  - Le deuxième,  (ISBN 978-4-08-703230-7), est sorti le 3 septembre 2010[11] ;
  - Le troisième,  (ISBN 978-4-08-703235-2), est sorti le 29 décembre 2010[12] ;
  - Le quatrième,  (ISBN 978-4-08-703251-2), est sorti le 2 septembre 2011[13].

Drama CD
Un Drama CD est sorti le 18 décembre 2009 au Japon[14].
Data Book
Un Data Book nommé Nurarihyon no Mago - Ayashi Hiroku est sorti le 2 juillet 2010 au Japon[15].
Art Book
Un Art Book est sorti le 5 mars 2013 au Japon[16].

### Jeux vidéo
- Un jeu vidéo de combat nommé Nura: Rise of the Yokai Clan, développé et édité par Konami, est sorti le 17 novembre 2011 sur PlayStation 3 et Xbox 360 au Japon[17],[18].

## Réception
1. ｢魑魅魍魎の主となる｣ (Chimimōryō no nushi to nare?)  (ISBN 978-4-08-874557-2), 200 pages, sorti le 4 août 2008 au Japon[19], 9e au classement des meilleures ventes de Tōhan[20].
2. ｢リクオ、牛鬼と対峙する｣ (Rikuo, Gyūki to taiji-suru?)  (ISBN 978-4-08-874581-7), 192 pages, sorti le 3 octobre 2008 au Japon[21], 5e au classement des meilleures ventes hebdomadaires d'Oricon[22].
3. ｢奴良組総会｣ (Nura-gumi sōkai?)  (ISBN 978-4-08-874621-0), 192 pages, sorti le 5 janvier 2009 au Japon[23], 5e au classement hebdomadaire des meilleures ventes d'Oricon[24].
4. ｢四国八十八鬼夜行｣ (Shikoku hachi-jū-hachi oni yakō?)  (ISBN 978-4-08-874655-5), 208 pages, sorti le 3 avril 2009 au Japon[25], 5e au classement des meilleures ventes d'Oricon[26].
5. ｢闇より暗い翼を持つ妖怪｣ (Yami yori kurai tsubasa o motsu yōkai?)  (ISBN 978-4-08-874667-8), 192 pages, sorti le 4 juin 2009 au Japon[27], 9e au classement des meilleures ventes de Tōhan[28].
6. ｢邪魅の漂う家｣ (Jami no tadayou ie?)  (ISBN 978-4-08-874717-0), 200 pages, sorti le 4 août 2009 au Japon[29], 8e au classement hebdomadaire des meilleures ventes d'Oricon[30].
7. ｢花開院三兄妹｣ (Keikain san-kyōdai?)  (ISBN 978-4-08-874738-5), 192 pages, sorti le 2 octobre 2009 au Japon[31], 7e au classement hebdomadaire des meilleures ventes d'Oricon[32].
8. ｢今へと繋ぐ｣ (Ima e to tsunagu?)  (ISBN 978-4-08-874767-5), 192 pages, sorti le 4 décembre 2009 au Japon[33], 8e au classement hebdomadaire des meilleures ventes d'Oricon[34].
9. ｢遠野・物語｣ (Tōno ・ Monogatari?)  (ISBN 978-4-08-874796-5), 184 pages, sorti le 4 février 2010 au Japon[35], 2e au classement hebdomadaire des meilleures ventes d'Oricon[36].
10. ｢闇にのまれる都｣ (Yami ni nomareru miyako?)  (ISBN 978-4-08-870023-6), 192 pages, sorti le 2 avril 2010 au Japon[37], 5e au classement hebdomadaire des meilleures ventes d'Oricon[38].
11. ｢迷宮・鳥居の森｣ (Meikyū ・ Torii no mori?)  (ISBN 978-4-08-870049-6), 192 pages, sorti le 2 juillet 2010 au Japon[39], 3e au classement hebdomadaire des meilleures ventes d'Oricon[40].
12. ｢鬼太鼓｣ (Oni taiko?)  (ISBN 978-4-08-870105-9), 192 pages, sorti le 3 septembre 2010 au Japon[41], 2e au classement hebdomadaire des meilleures ventes d'Oricon[42].

Nura : Le Seigneur des Yokaï a été vendu à 11 000 000 d'exemplaires au Japon pour 21 tomes.